# Microplitis blascoi
Microplitis blascoi är en stekelart som beskrevs av Papp och Shaw 2001. Microplitis blascoi ingår i släktet Microplitis och familjen bracksteklar. Inga underarter finns listade i Catalogue of Life.